# Smith River (Kalifornija)
Smith River je naseljeno područje za statističke svrhe u američkoj saveznoj državi Kalifornija. Prema popisu stanovništva iz 2010. u njemu je živjelo 866 stanovnika.